# Ampithoe longimana
Ampithoe longimana är en kräftdjursart som beskrevs av Sidney Irving Smith 1873. Ampithoe longimana ingår i släktet Ampithoe och familjen Ampithoidae. Inga underarter finns listade i Catalogue of Life.